# Briefzentrum (Österreich)

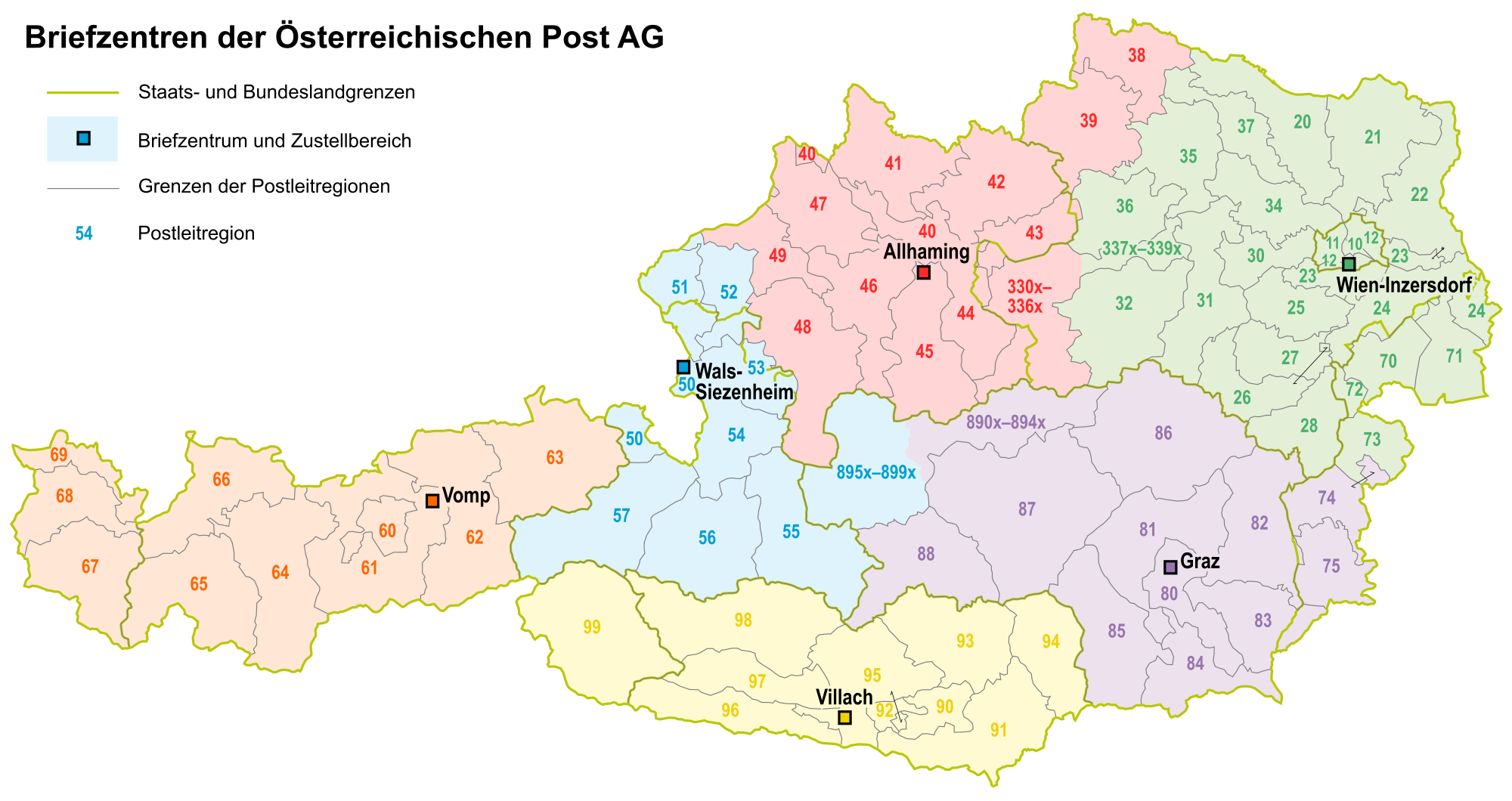
Karte der Briefzentren der Österreichischen Post

1998 hatte die Österreichische Post AG noch 38 Briefzentren (Logistikzentren), die seither auf nunmehr 6 reduziert wurden. Nach Angaben der Post AG war die Planung der Verantwortungsbereiche darauf ausgelegt, dass sich die Zustellbasen bzw. Postleitzahlen in Kreisradien von rund 80 km um die Zentren befinden. Weiter entfernte Bereiche sind mit der kürzest möglichen Fahrzeit einem BZ zugeordnet.

## Liste der Briefzentren
| Bezeichnung Briefzentrum | Ort                  | Geokoordinaten               | Versorgungsgebiet                                                           | PLZ-Nummernkreise                    | Eröffnungsjahr                                               |
| ------------------------ | -------------------- | ---------------------------- | --------------------------------------------------------------------------- | ------------------------------------ | ------------------------------------------------------------ |
| BZ Wien-Inzersdorf       | 1005 Wien            | 48° 7′ 58″ N, 16° 21′ 57″ O  | Wien, Niederösterreich, nördliches Burgenland                               | 1, 2, 30–32, 337x-339x, 34–37, 70–73 | 2002                                                         |
| BZ Allhaming             | 4005 Allhaming       | 48° 9′ 8″ N, 14° 9′ 31″ O    | Oberösterreich, nordwestliches und südwestliches Niederösterreich           | 330x-336x, 38, 39, 4                 | 2014, seit August 2014 als Nachfolger des BZ Linz in Betrieb |
| BZ Wals                  | 5005 Wals-Siezenheim | 47° 48′ 48″ N, 12° 59′ 30″ O | Salzburg, westliches Oberösterreich, Ausseerland, westliches Ennstal (Stmk) | 5, 895x–899x                         | 2001                                                         |
| BZ Hall                  | 6005 Hall in Tirol   | 47° 16′ 29″ N, 11° 29′ 28″ O | Tirol, Vorarlberg                                                           | 6                                    | 2007                                                         |
| BZ Graz                  | 8005 Graz            | 47° 4′ 30″ N, 15° 25′ 1″ O   | Steiermark, Südburgenland                                                   | 74, 75, 8 (außer 895x–899x)          | 2001                                                         |
| BZ Villach               | 9005 Villach         | 46° 36′ 42″ N, 13° 53′ 9″ O  | Kärnten, Osttirol                                                           | 9                                    | 2004                                                         |

## Technische Ausstattung

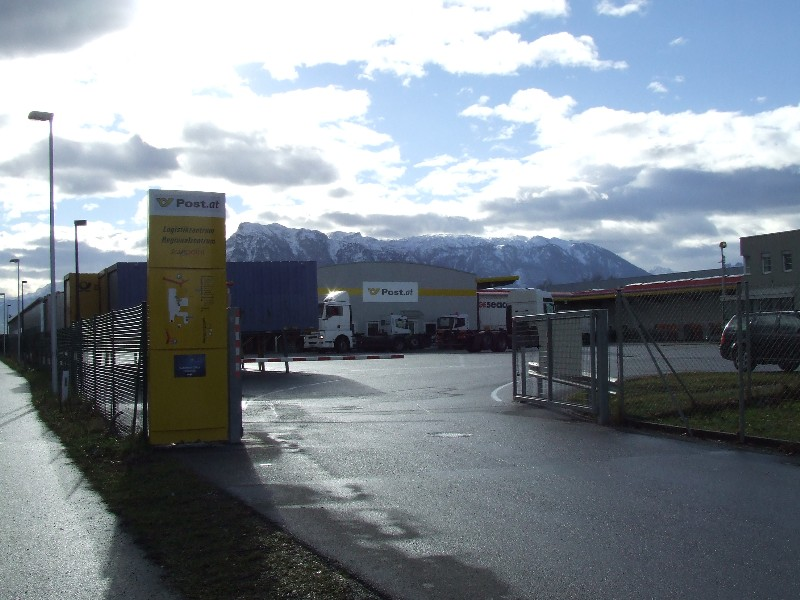
Briefzentrum in Wals-Siezenheim bei Salzburg (Stadt)

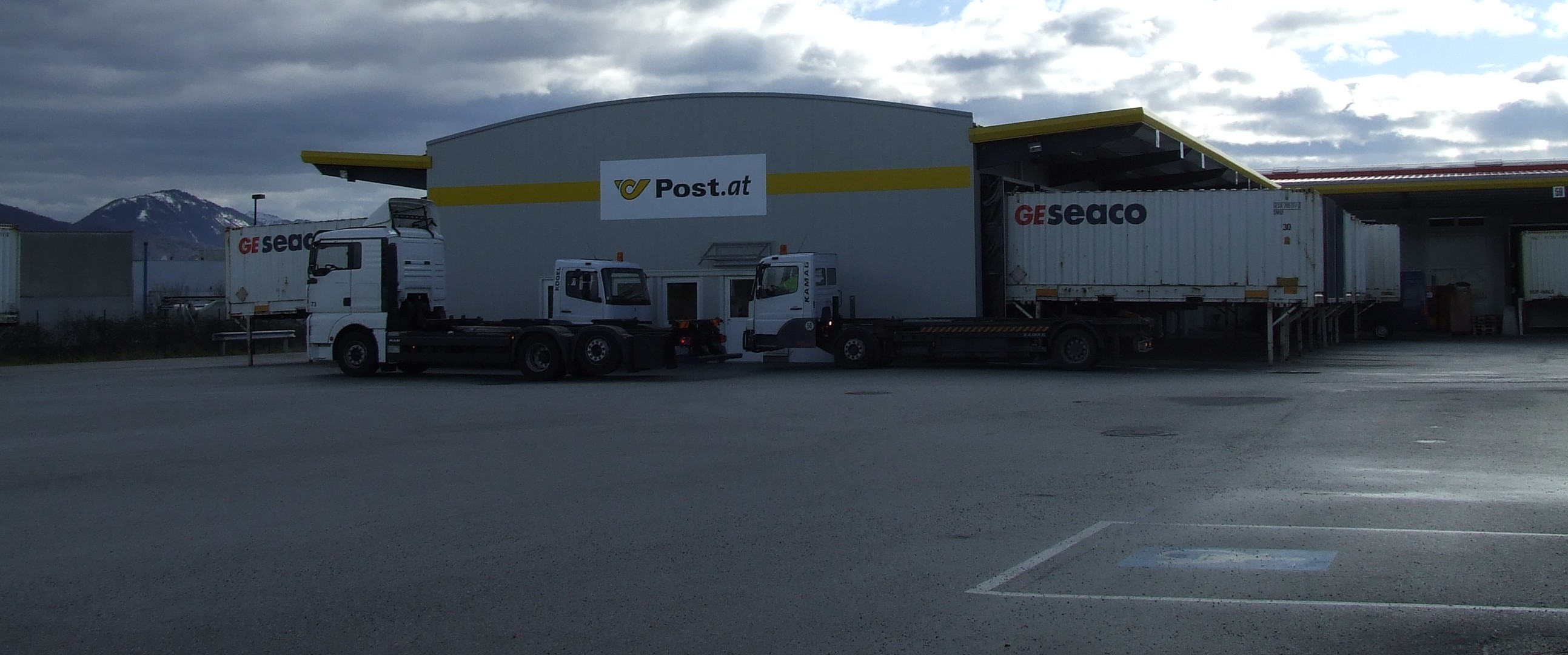
BZ Wals

- Grobverteilmaschine (ILV) zur Sortierung von Briefen bis zum Format C5 auf Feinverteilprogramme und in das Ausland
- Feinverteilmaschine (FVM) zur Sortierung von Briefen bis zum Format C5 auf Zustellbasen und gegebenenfalls Zustellbezirke.
- Stempelmaschinen (CFC) zur Erkennung der Freimachung, Ausrichten der Briefe in eine einheitliche Lage und Stempelung mit dem Tagesstempel.
- Flatsorter (FSS) zur Sortierung von rechteckigen Briefsendungen bis zum Format B4, die max. 20 mm dick und max. ein Kilogramm schwer sind.
- Gangfolgesortiermaschine (GFS)

Technische Ausstattung Briefzentrum Wien ( BZW )  - Stand 2021
- Förder- und Kommissionieranlage (KOA) zum Transport der Briefbehälter von den Hallentoren zu den einzelnen Bearbeitungsbereichen und zurück.
- 1 Großbriefsortieranlage (GSA) zur automatischen Sortierung von Großbriefen bis zu zwei Kilogramm.
- Seit 2017: 2 Flatsortieranlagen[4] - OMS[5] ( Open Mail Sorter[6] ) Format bis B4.
- 7 km Fördertechnik.
- 2 Aufstell- und Stempelmaschinen - CFC  - Culler Facer Canceller.
- 9 Kleinbriefsortieranlagen LSM (Letter Sorting Machine)  - Format bis C5.
- Videocodierung für alle Verteilanlagen.

Nur in Hall (Tirol) vorhanden:
- 2-Level-Sorter (2LS): Grob- und Feinverteilung auf einer Maschine

## Besonderheiten
- Die Brieflogistik für das Bundesland Vorarlberg wird über eine zentrale Sammelstelle in Wolfurt (ehemals Verteilzentrum[7]) über das BZ Hall abgewickelt.[1]
- Im BZ Wals befand sich das Volunteer-Organisationsbüro für die Fußball-Europameisterschaft 2008 für den Austragungsort Salzburg. Die Österreichische Post war eine der nationalen Förderer der EM. Das Stadion befindet sich in unmittelbarer Nähe.